# باول دانيلو
باول دانيلو (بالإنجليزية: Paul Danilo)‏ (5 يوليو 1919 في الولايات المتحدة - 2 سبتمبر 2013 في الولايات المتحدة) هو لاعب كرة قدم أمريكي في مركز الهجوم. لعب مع Morgan Strasser ‏ وPittsburgh Indians ‏.